# Franca, la prima
Franca, la prima è un documentario del 2011 diretto da Sabina Guzzanti e riguardante l'attrice Franca Valeri.